# Renea paillona
Renea paillona е вид коремоного от семейство Aciculidae. Видът е световно застрашен, със статут Уязвим.

## Разпространение
Разпространен е в Италия и Франция.